# Voleibol de playa
El voleibol de playa, vóleibol playa, voleibol playero, vóley-playa, o voleiplaya, es una variante del voleibol que se juega sobre arena, generalmente en la playa, aunque son muy populares los torneos en localidades de interior en pistas de arena artificiales. Es una disciplina olímpica desde los Juegos Olímpicos de Atlanta 1996.
Las diferencias con el voleibol de pista, aparte de la superficie de juego, y de que se practique al aire libre, es el número de componentes del equipo. El reglamento que se aplica en competiciones oficiales que establece equipos de dos jugadores sin opción a ningún cambio, pero su gran popularidad hace que el voleibol de playa se juegue de manera informal en cualquier parte. Es muy habitual los torneos populares en muchas playas de todo el mundo.
No se debe confundir con el watervóley debidoa que aquel se juega dentro del agua, por lo general en una piscina.

## Historia
El voleibol fue inventado en Massachusetts  por la familia Georgia Morgan en 1895. Las primeras referencias del voleibol de playa se sitúan en Uruguay en 1914 y en Hawaii en 1915. Por lo tanto, el origen exacto y concreto del voleibol de playa es difícil de determinar. Puede que haya sido en California debido a que en sus costas siempre han aparecido juegos innovadores practicados en la playa. A Brasil se le podría atribuir el nacimiento de este deporte, ya que parece ser que en 1941 se organizó el "Primer Campeonato sobre Arena" y, al mismo tiempo, se institucionalizó la presencia de terrenos de voleibol en las playas de Achabacana, Emancipa, Lebrones y otras más. A Francia también se le podría atribuir la cuna de este deporte, ya que los primeros torneos datan en 1935, que es una fecha anterior a la creación de la Federación Francesa de Voleibol.

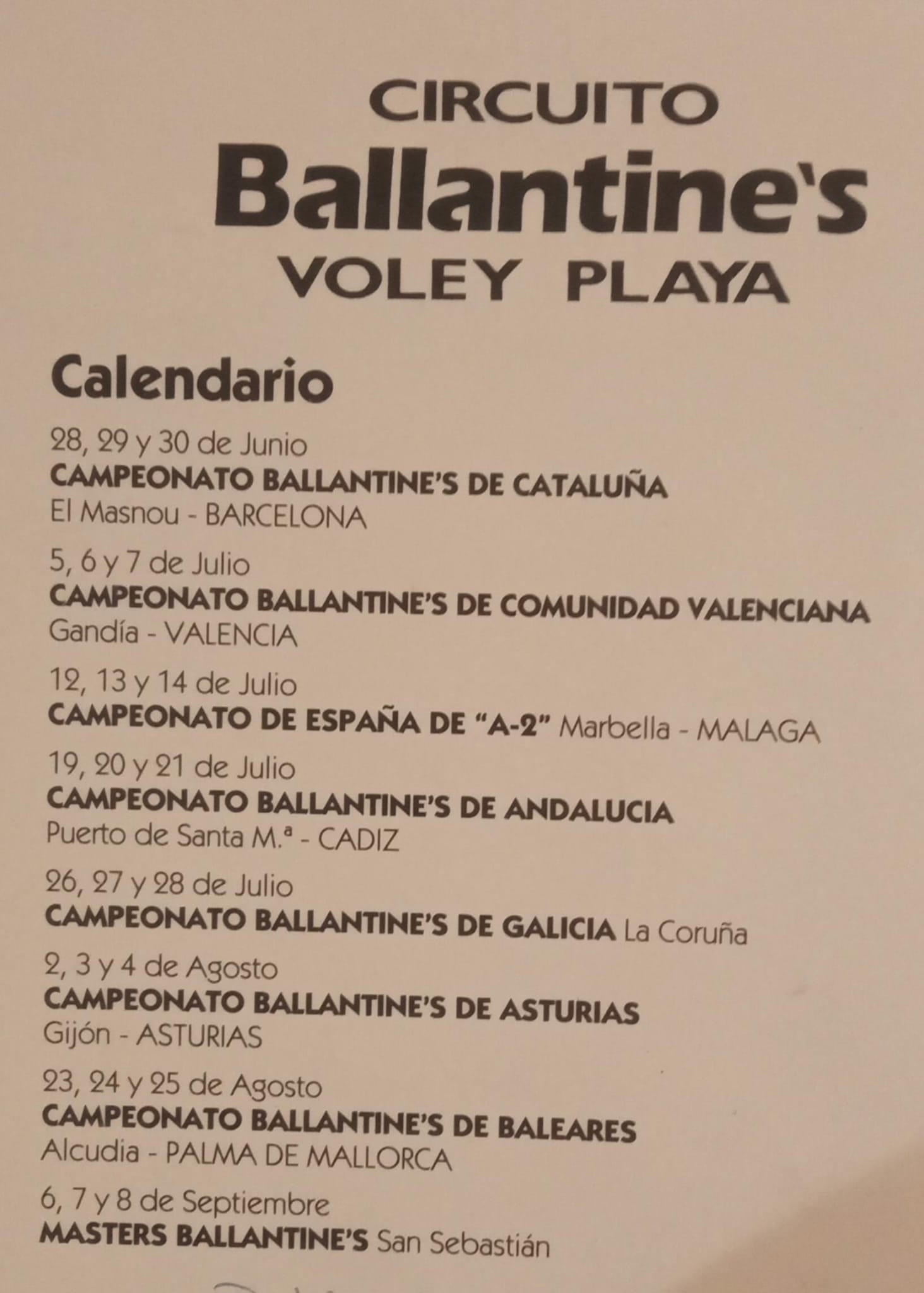
Calendario del I circuito español de vóley playa el año 1991.

A pesar de la dificultad en determinar dónde surgió realmente este deporte, lo cierto es que el voleibol de playa no es una corriente tardía, sino que constituye verdaderamente una vertiente natural del juego de base. Actualmente, la difusión del voleibol de playa ha hecho que este deporte llegue prácticamente a una mayoría de países con costa, e incluso a países donde la climatología ideal para la práctica de este deporte dura apenas tres meses. Otro de los motivos de este rápido esparcimiento es el marco donde se desarrolla la actividad que es tan ideal para la promoción y la venta de una amplitud de productos de consumo.

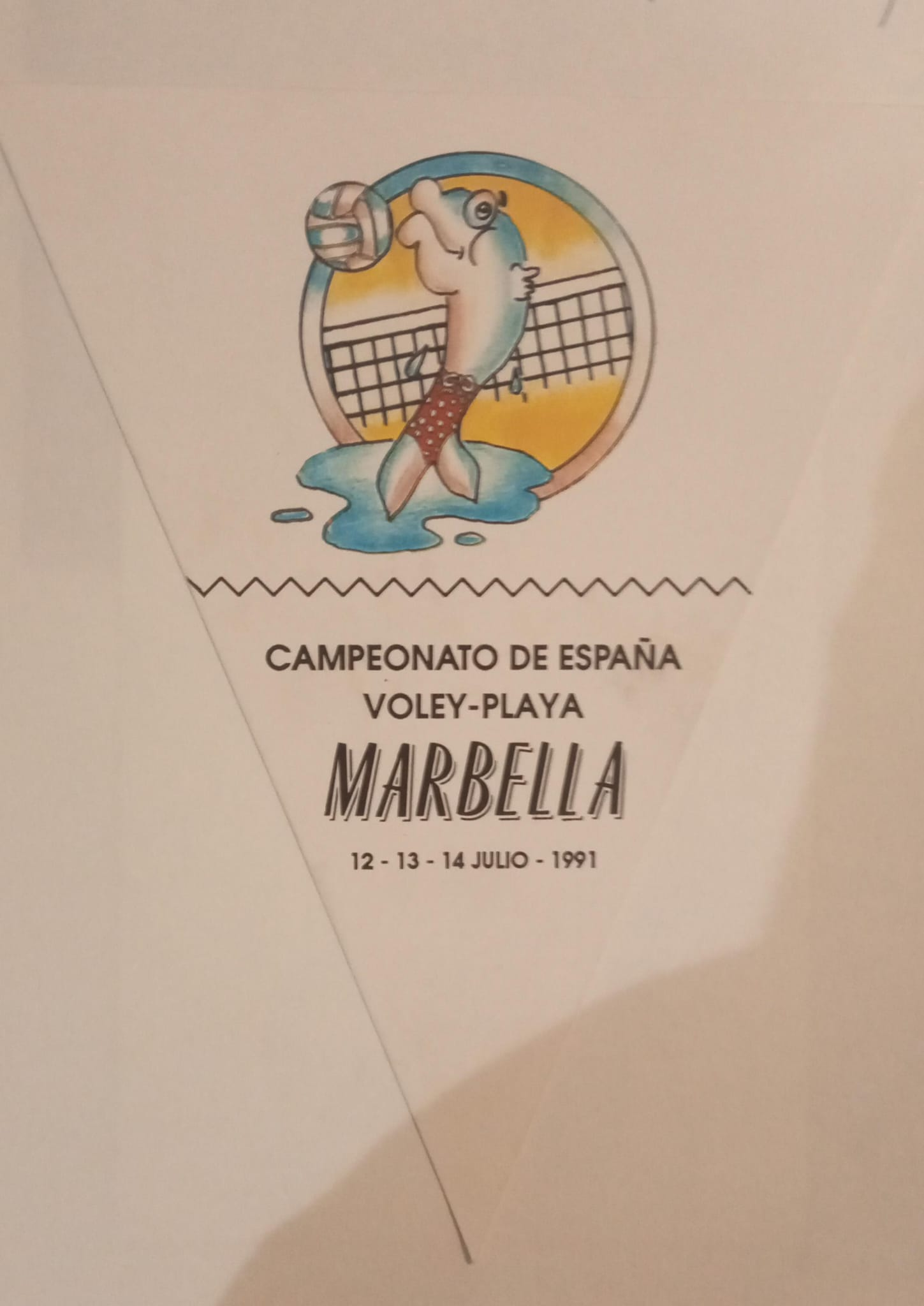
Folleto del I Campeonato de España de vóley playa celebrado en Marbella del 12 al 14 de juliol de 1991.

El voleibol de playa ha continuado propagándose a través de los años en muchas partes del mundo y en 1996, fue reconocido como una disciplina olímpica. El voleibol de playa se ha convertido hoy en día en un deporte global que se ha destacado popularmente a través de constantes competiciones internacionales organizadas por la Federación Internacional de Voleibol.
En España se juega desde hace más de 30 años, pero es a partir de 1988 cuando se celebran torneos de ámbito nacional. Los más relevantes son los de las ciudades de Valencia, Barcelona, Málaga, Palma de Mallorca y Almería, siendo esta última, sede del circuito Mundial de Vóley Playa tanto en 1989 como en 1991.[cita requerida]

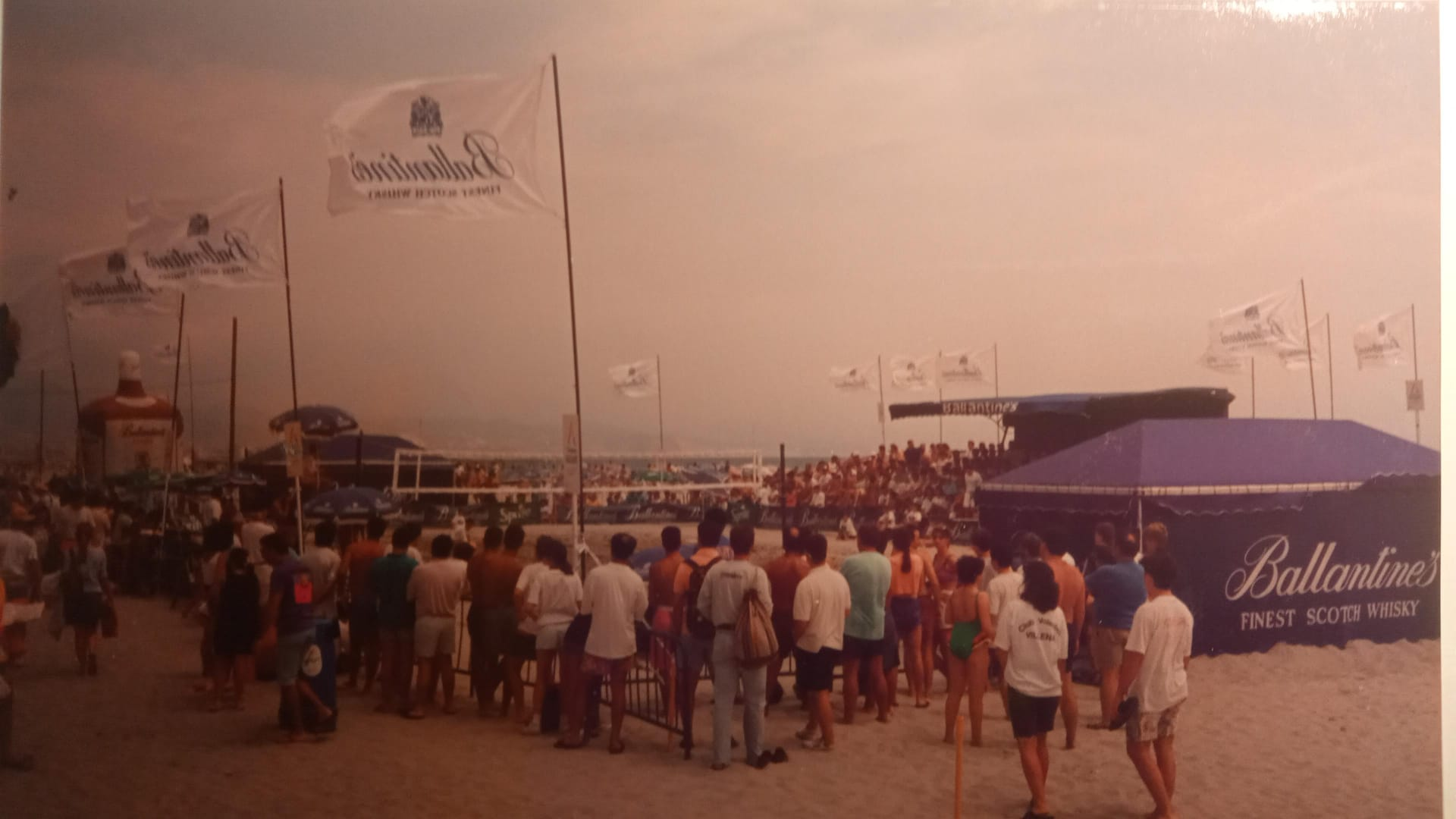
Torneo de Alicante de la segunda edición del circuito español de vóley playa, el año 1992.

La primera competición en España que siguió el modelo del Consejo Internacional de Vóley Playa, fue el “I Open de Cullera” (Valencia), dentro del circuito Vóley-Sol (1989). La participación fue de un total de 9 parejas, siendo la pareja campeona la formada por Sixto Jiménez y Guillermo Calvo, ambos jugadores del Club Voleibol Palma. En 1990 se celebró el "I Torneo Ballantine's de vóley playa en Gavá, en Cataluña, y el "I Torneo Internacional Palma de Vóley Playa", en Palma de Mallorca, y al año siguiente, el verano de 1991 se creó el primer circuito nacional (Ballantine's) y se celebró el primer campeonato de España (Marbella, 12-14 de julio de 1991). A partir del verano de 1993, el circuito español pasó a llamarse circuito JB.

## Características
El voleibol de playa es un deporte de equipo, donde la participación de los jugadores es alternativa. Los tres elementos principales que interactúan son:
- Los compañeros: 2 jugadores con funciones diferentes.
- Los adversarios: 2 jugadores del equipo contrario.
- El espacio de juego: un campo de arena, separado por una red

Este deporte logró captar en forma masiva la atención del público y los medios de comunicación a inicios de la década de los ochenta, cuando jugadores como Randy Stoklos y Sinjin Smith contribuyeron a crear gran interés en las cadenas televisivas americanas y europeas, acrecentando en forma exponencial el número de espectadores. Así, el voleibol de playa creció hasta convertirse en un deporte serio y profesional.
El vóley playa o voleibol en playa se incorporó a la Federación Internacional de Voleibol (FIVB) en 1986, promoviendo un circuito de competiciones alternativo al de la Asociación de Voleibol Profesional (AVP). Fue deporte de demostración en los Juegos Olímpicos de Barcelona 1992 y se disputó de manera oficial en los Juegos Olímpicos de verano de Atlanta 1996.
Hoy, el voleibol de playa cuenta, en el seno de la Federación Internacional de Voleibol, con la cifra de 211 federaciones nacionales afiliadas.
Los caballeros suelen usar un pantalón corto hasta la rodilla y holgado como tipo bermuda. Por su parte, las damas suelen usar bikini.

## Reglas

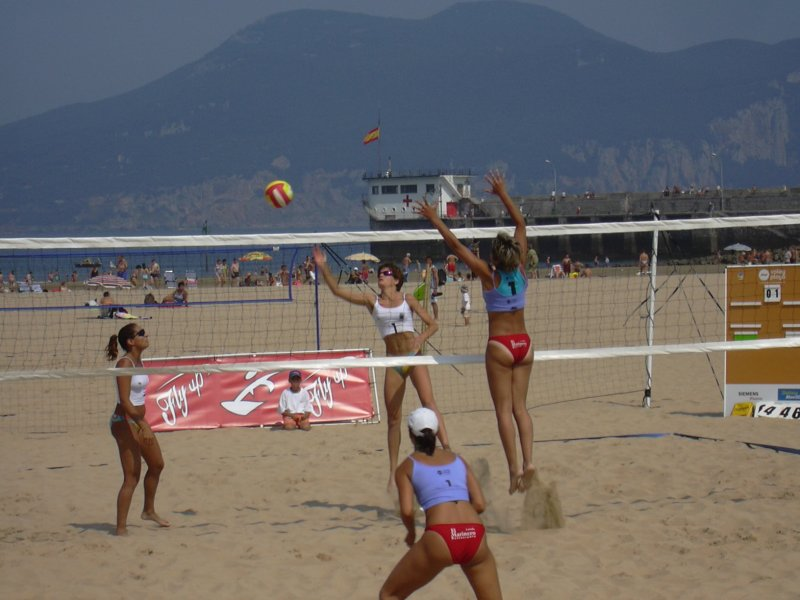
Campeonato de España de Vóley Playa 2004 (Laredo, Cantabria).

El vóley playa se juega en lo esencial igual que el voleibol. Un jugador comienza el juego sacando el balón hacia el campo contrario. Cada equipo puede golpear el balón tres veces hasta devolverlo por encima de la red. No se puede sujetar el balón cuando se toca, ni tocarlo dos veces consecutivas, aunque se puede golpear con cualquier parte del cuerpo. El punto se pierde si no se pasa el balón tras el tercer toque, si toca el campo propio, si se envía fuera de los límites del terreno o si se toca la red con el cuerpo.
Las diferencias más importantes con el voleibol son:
- Se juega al aire libre y sobre superficie de arena, normalmente, como su nombre indica, en una playa.
- El campo es ligeramente más pequeño: 16 m x 8 m. No hay más líneas que las cuatro que delimitan el rectángulo. Se realizan colocando cintas flexibles fijadas a la arena con materiales que eviten la lesión de los jugadores.
- La red, aparte de ser más corta, tiene los bordes superior e inferior un poco más anchos, en beneficio de la publicidad. La fijación de los postes no puede presentar ningún peligro para los jugadores, y por eso está prohibido el uso de cables.
- Los jugadores no tienen posiciones fijas sobre la arena del terreno de juego. El equipo lo forman exclusivamente los dos jugadores y uno de ellos actúa de capitán, aunque los dos jugadores pueden pedir tiempo para descanso (tiempo muerto).
- Para adecuarse al entorno y la temperatura se juega descalzo y con indumentaria adecuada: traje de baño.
- No hay cambios ni sustituciones. En caso de lesión se puede disponer una única vez en el partido de un tiempo de 5 minutos de recuperación, contados desde el momento que el personal médico acreditado llegue a la pista.
- Los partidos se disputan a tres sets, esto es, gana el primero que vence dos. Cada set se juega a 21 puntos con dos de ventaja, y el set decisivo, en caso de ser necesario el tercero, a 15 puntos con dos de ventaja. Cada 7 puntos disputados (o 5 en el tercer set) se produce un cambio de campo.
- El bloqueo no se contabiliza como uno de los tres toques del equipo, pudiendo igualmente el mismo jugador que hace el bloqueo, hacer otro toque consecutivo.
- Existe alguna flexibilidad en lo referente a la retención del balón. Cuando dos jugadores adversarios sujetan el balón sobre la red, NO se considera balón detenido, y aquí sí, el equipo que lo recibe dispone de otros tres toques. También se permite en caso de una acción defensiva ante un remate fuerte, una ligera retención en el toque de dedos con las manos en alto, pero no el toque de dedos común, ya que eso sería una falta, sino una recepción con las palmas de la mano.
- Es válido cualquier golpe de ataque siempre que se realice dentro del campo, excepto la finta (tipping) que se considera falta.
- Cada equipo puede pedir un tiempo de descanso de 30 segundos por set. En competiciones mundiales de la FIVB se aplica un tiempo técnico cuando la suma de los puntos de ambos equipos llega a 21 puntos, con una duración también de 30 segundos.
- En el voleibol puede haber sustituciones, en cambio en el voleibol de playa no puede haber porque solo son 2 jugadores por equipo.
- La cancha del voleibol de playa mide 1.1.1 que incluye la cancha de juego y la zona libre.La cancha de juego es un rectángulo de 16 m x 8 m, rodeado por una zona libre, con un mínimo de 3 m de ancho. Un mínimo de 7 m sobre la superficie de juego debe estar libre de cualquier obstáculo.

## Habilidades
Hay varias habilidades básicas que los jugadores competitivos necesitan dominar: saque, pase, colocación, ataque, bloqueo y excavación.

### Saque
El saque es el acto de poner la pelota en juego golpeándola con la mano o el brazo desde detrás del límite posterior de la pista. Puede adoptar la forma de un saque por debajo de la mano o de un saque por encima de la mano, y algunos ejemplos son: saque flotante, saque flotante con salto, saque con efecto, saque con salto, saque con balón aéreo y saque con balón aéreo invertido. Como el voleibol de playa se suele jugar al aire libre, la dirección y velocidad del viento y la posición del sol se tienen en cuenta a la hora de elegir el saque que se va a utilizar. El viento puede afectar significativamente a la trayectoria de un saque, por lo que los jugadores pueden emplear diferentes estrategias de saque para aprovechar las condiciones del viento. Por ejemplo, los jugadores pueden elegir un saque con efecto superior cuando sacan contra el viento, haciendo que la pelota caiga corta delante del pasador.

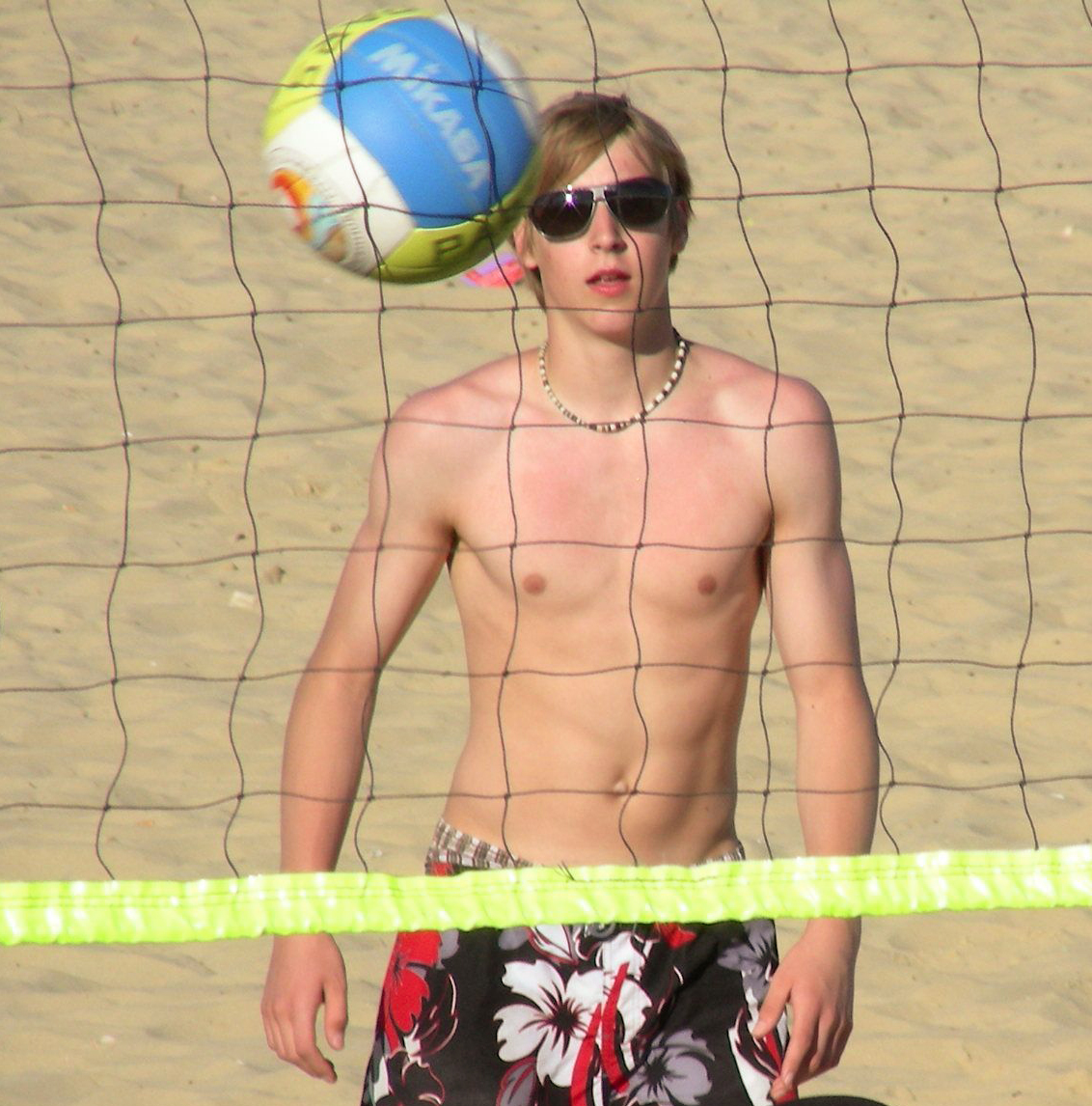
Jugador de beach volleyball

Los jugadores también pueden aprovechar la posición del sol. Por ejemplo, un saque de balón al cielo es especialmente efectivo en pleno mediodía, porque el sol se mete en los ojos del pasador y puede hacer que se desoriente.
Otro factor que tiene en cuenta el servidor es elegir a cuál de los dos jugadores contrarios va a servir el balón. Debido a la regla de los tres contactos, es probable que el jugador que reciba el saque sea también el atacante, y, por tanto, las estrategias de saque pueden dirigirse a la debilidad relativa de un jugador contrario en el pase, la colocación o el ataque.
Aunque el saque puede utilizarse como arma ofensiva, la mayoría de los peloteos los gana el equipo que recibe, ya que tiene la primera oportunidad de ataque.

### Recepción
La recepción es el primero de los 3 contactos permitidos de un equipo. En el voleibol de pista cubierta, los pases se realizan con dos técnicas principales: el pase de antebrazo, o bump, en el que el balón toca la parte interior de los antebrazos unidos o la plataforma, en la línea de la cintura; y el pase por encima de la cabeza, en el que se maneja con la punta de los dedos, como un juego de manos, por encima de la cabeza. Sin embargo, a diferencia de lo que ocurre en pista cubierta, en la playa no se puede hacer doble contacto con la primera pelota mediante la acción de overhand con los dedos. En la práctica, esto significa que el bump pass es mucho más popular en el voleibol de playa; del mismo modo, los jugadores de playa rara vez utilizan un movimiento de pase por encima de la mano como el primero (excepto en un ataque impulsado con fuerza) o el último de los tres contactos de equipo permitidos. Cavar es una habilidad similar a la de pasar, pero el término no se utiliza para describir la recepción del saque o de un balón libre, sino que se refiere más bien a un intento de evitar que el golpe de ataque de un oponente toque la pista.

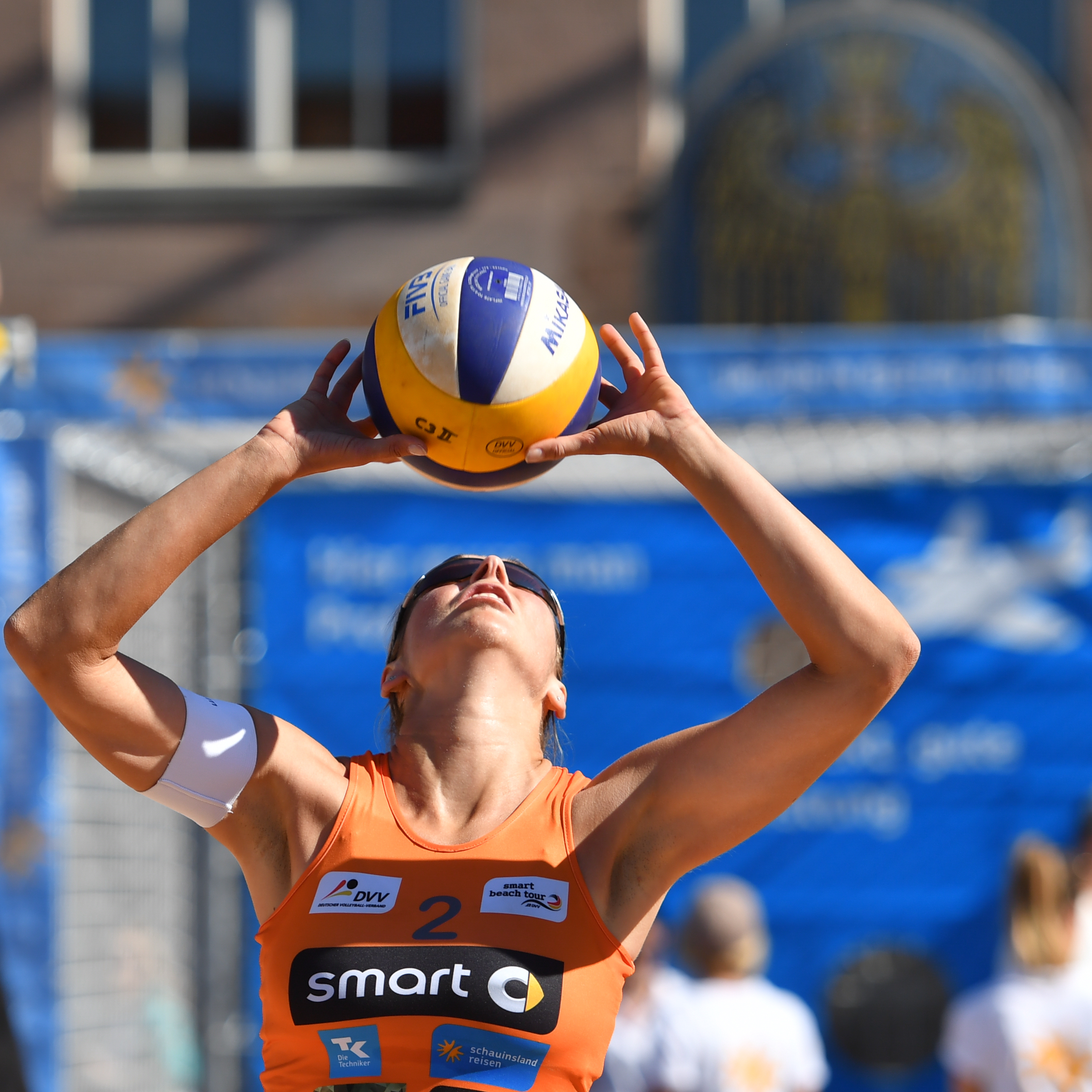
Un jugador coloca la pelota con la mano.

### Set
El set es el segundo contacto del equipo, y su propósito es posicionar el balón para un ataque en el tercer golpe. Similar a un pase, el balón puede ser colocado con una técnica de pase de antebrazo, conocida como bump set, o una técnica de pase por encima de la mano, conocida como hand set. Debido a los factores ambientales que hacen más difícil colocar un balón con la mano "limpiamente", el bump set es más común en el juego de playa.  Al colocar la mano, las manos del jugador deben entrar en contacto con el balón simultáneamente. Si un árbitro determina que se ha producido un doble golpe, el punto se concederá al otro equipo. Un giro excesivo después de que la pelota haya sido colocada se utiliza a menudo como indicador de una falta de doble contacto, pero hacer que la pelota gire mientras se coloca no está explícitamente prohibido. Después de completar el contacto, el colocador normalmente dirige su atención a la defensa y comunica a su compañero si hay un bloqueador y qué zona de la pista está abierta. El segundo contacto también se puede utilizar para atacar el balón, lo que se conoce como ataque "sobre dos".

### Ataque

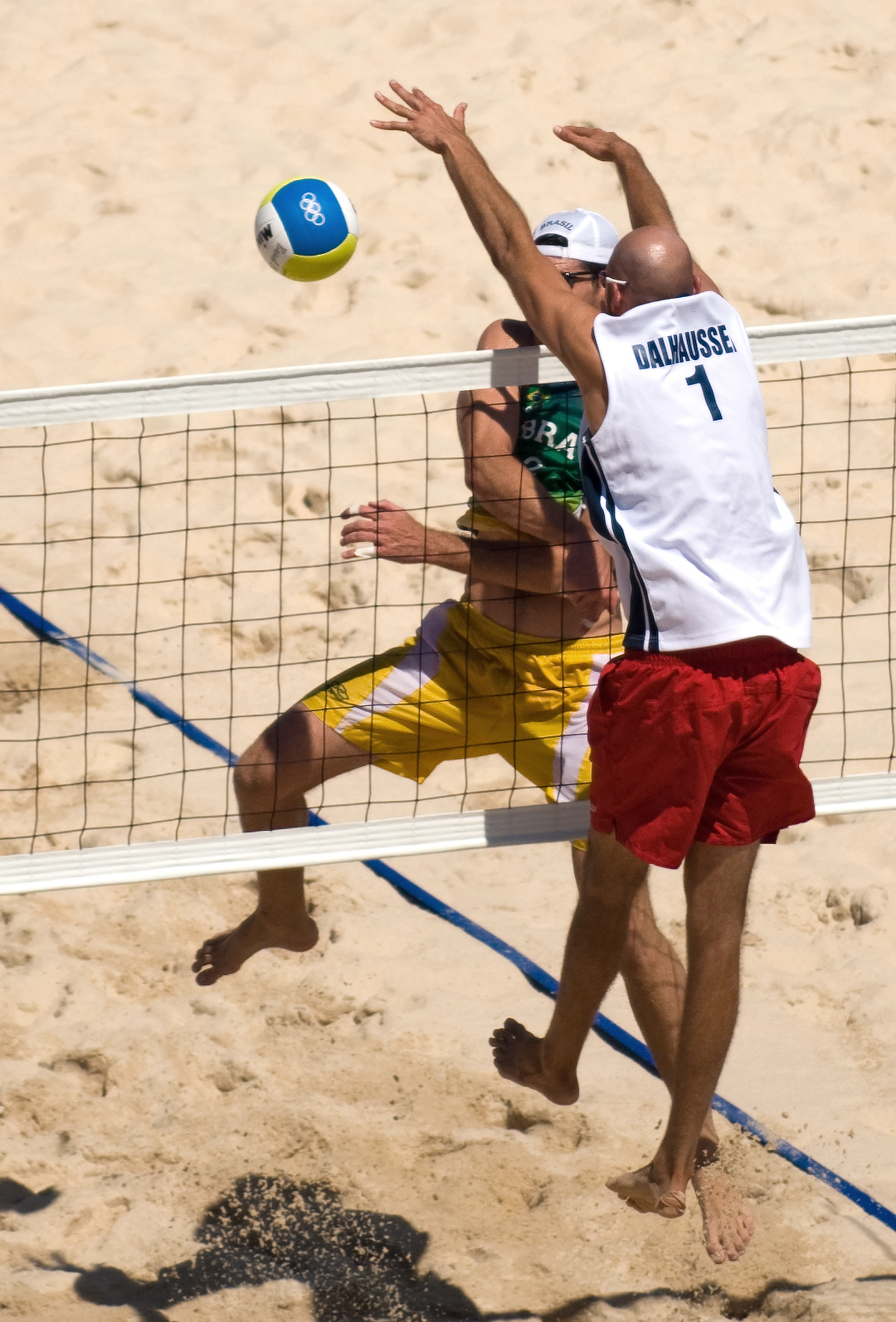
Phil Dalhausser intenta bloquear el ataque de Fábio Luiz Magalhães.

Un ataque de vóley playa puede clasificarse como remate o tiro. Un remate consiste en golpear el balón con fuerza con una mano abierta en una trayectoria descendente desde la parte superior de la red. Un remate es un ataque relativamente suave que se utiliza para colocar una pelota en una zona abierta (no defendida) de la cancha. A diferencia del voleibol de sala, en el voleibol de playa se utiliza una gran variedad de remates debido al menor número de defensores en la cancha. Entre los golpes más comunes utilizados en el voley playa se incluyen: roll shots, en los que el atacante pone mucho topspin en la pelota para que tenga una trayectoria arqueada que pase por encima del bloqueo y luego caiga rápidamente; cut shots, en los que el tiro cruza la red en ángulos agudos; pokeys, en los que la pelota se contacta con los nudillos del jugador atacante; y dinks, en los que la pelota se dirige muy suavemente baja por encima de la red. 

### Bloqueo
Un bloqueo se puede utilizar para: anotar un punto directo dirigiendo un ataque de vuelta al campo contrario; canalizar un ataque al defensor "quitándole" parte del campo; o ralentizar el balón para que el defensor tenga tiempo de perseguirlo.En el nivel competitivo, los bloqueadores a menudo alcanzarán el otro lado de la red y "penetrarán" en el lado del equipo contrario tanto como sea posible para quitar más ángulos de golpeo. Los bloqueadores también pueden intentar un bloqueo de tiro, donde en lugar de la máxima penetración a través de la red, el bloqueador alcanza con sus manos lo más alto posible para lograr la máxima altura por encima de la red.
Los jugadores a menudo deciden no bloquear (si el pase y el set del equipo contrario no están en una buena posición para producir un ataque de remate) y en su lugar optan por retirarse y jugar a la defensiva. Esta habilidad se conoce como peeling, dropping o pulling fuera de la red, y es casi exclusivo del voley playa.

### Competiciones internacionales de voleibol
- Vóley playa en los Juegos Olímpicos
- Campeonato Mundial de Vóley Playa
- FIVB Vóley Playa World Tour
- Vóley playa en los juegos Suramericanos de playa